# 草菇
草菇（学名：Volvariella volvacea）是食用菌的一个种类，因為生長在稻草上而得名，又名蘭花菇、美味草菇、美味包腳菇、苞腳菇、 中國蘑菇、稻草菇、稈菇、麻菇、南華菇、貢菇、家生菇等，在东亚与东南亚都有养殖，并被广泛地作为一种食材使用。
在亚洲位于上述地区的国家中，很容易找到新鲜的草菇。但在这些国家以外，通常只能找到罐装或烘干的草菇。
草菇与致命的鬼笔鹅膏十分相似，但可通过其孢子印而区分。草菇的孢子印为粉红色，而鬼笔鹅膏为白色。
- 草菇是光柄菇科的一種真菌
- 草菇的切面
- 圖右為草菇（稻草菇/苞腳菇/中國蘑菇），圖左為香菇（冬菇/花菇/椎茸）。攝於香港坪洲街市